# ジブチ保障基地
中国人民解放軍駐ジブチ保障基地（ちゅうごくじんみんかいほうぐんちゅうジブチほしょうきち、中国語: 中国人民解放军驻吉布提保障基地）は、 「アフリカの角」ジブチにある中国人民解放軍海軍の基地。

## 概要
中国人民解放軍初の海外基地であり、USドルにして5億9000万ドルの費用で建設された 。この軍事施設の完成によって、アフリカの角とインド洋における中華人民共和国の影響力を大幅に増大させると予想されている。
2017年現在、基地司令官は梁陽大校。
ジブチは、スエズ運河への入り口にあたり、北西側に紅海、南西側にアデン湾と隔てるバブ・エル・マンデブ海峡に位置する戦略的重要な地域である。
中国人民解放軍海軍はこの基地を拠点にソマリア沖での海賊対策任務を行っており、真珠の首飾り戦略のキーストーンの一つとみられている。
この基地は、ジブチ市の西に位置し、中国が開発を行っているドラレ港にある。 なお、ジブチ市の南部には、ジブチ国際空港に並ぶようにして、アメリカ軍 キャンプ・レモニエ、フランス空軍 ジブチ第188空軍基地があり、日本も自衛隊の拠点を置いている。

## 歴史
2015年頃、イスマイル・オマル・ゲレ政権のときに、中国がジブチで戦略的基盤を構築するための交渉を始めたとされる。2016年1月に交渉が終了し、中国とジブチは海軍施設の建設について「合意した」と発表した。
中国航海の日の2017年7月11日、人民解放軍海軍は南海艦隊司令部のある中国広東省湛江市の湛江港で新基地開設記念式典を行い、中国人民解放軍建軍記念日である2017年8月1日に正式に基地が開設された。最初の実弾演習は2017年9月22日に実施。
2018年5月頃、中国は基地に長さ330m以上の大桟橋の建設を開始した。

## 任務
中国は、この基地は主にアデン湾で活動する中国軍の後方支援、およびアフリカでの平和維持活動と人道支援活動のために使用すると主張している。また、公海での海賊行為を防止する中国海軍の行動を強化するためのものだとしている。
基地の面積は0.5平方キロメートル（0.2平方マイル）で、約400人の人員が配置されている 。基地には、管制塔を備えた400mの滑走路がある。また、人民解放軍ジブチ病院もある。

## 他のジブチ駐留外国軍との軋轢
アメリカの基地に近接した中国の基地の存在は、安全保障上対立する両国にとって政治的緊張を生み出した。
アメリカは2014年に、キャンプ・レモニエを10億ドルかけて拡張工事を開始した。アメリカ政府当局者は、ジブチがそのちょうど2年後に中国の基地を承認したことで「神経質」になった。ジブチのイスマイル・オマル・ゲレ大統領は、アメリカが中国の基地に「固執」し過ぎていると主張し、アメリカは中国の作戦を妨害していると「絶えず」不満を述べた。彼はまた、日本はアメリカよりもさらに中国に対して心配していると述べた。 また、中国を「絶えずスパイ」しなければ、西側諸国は中国と国内に「同居」しても問題ないと述べた。
日本についても中国軍は、海上自衛隊が中国海軍の艦艇が基地に停泊している間にダイバーを派遣し、中国側に発見されて追い出されたと主張した。
アメリカ合衆国国防総省は2018年、中国軍基地上空を飛行しているパイロットに対するレーザー攻撃の事例を報告する航空情報を発表した。 これに対し中華人民共和国国防部は、アメリカ国防総省の発表を「事実ではない」と主張し、アメリカ側に「勝手な憶測を発表しないように」求めた。